# F-11C
docomo SMART series F-11C（ドコモ スマート シリーズ エフ イチ いち シー）は、富士通によって開発されたNTTドコモの第3世代移動通信システム（FOMA）端末である。docomo SMART seriesの端末。

## 概要
本端末は、2010年11月に発売された、docomo SMART series F-03Cの後継機種となり、折りたたんだ状態で厚さ12.8ミリの薄型の機種となる。ただし、F-03Cは薄型高機能端末であったのに対し、F-11Cは機能や派手さを抑え、本来のdocomo SMART seriesのターゲットユーザーである、ビジネスマンをターゲットとしたつくりとなっており、シックな色や高級感を出すための金属調のメタルエッジや艶のある塗装となっている。そのため2010年秋に発売されたビジネスケータイF-10Bの後継機種ともいえる。
ヒンジ部にワンプッシュボタンを装備している。あわせて端末を開くとともに着信が可能としている。
IPX5/8相当の防水性能も有している。
カメラは510万画素とF-03Cに比べて性能を落としているものの、ISO12800高感度撮影が可能なため、暗闇でもフラッシュなしである程度の撮影は可能となっている。その他にあらかじめ設定した人にフォーカスをあわせて撮影するサーチミーフォーカスやいわゆる笑顔になったら自動でシャッターをきるスマイルファインダーにも対応している。
2011年夏モデル限りでdocomo SMART seriesが廃止されたため、本機種は同シリーズの最終機種となった。

### ビジネス向け機能
端末の背部には富士通ブランドの特徴でもある指紋センサーが搭載され、無操作ロック、クローズロックやmicroSDカードのパスワード機能、プライバシーモード、などと連携をとり高セキュリティー化を持たせている。
そのほかビジネス向けの機能として、名刺リーダーや、光の反射を抑えコントラストを上げることで、ホワイトボードに書かれた文字でもわかりやすくに撮影するためのホワイトボード撮影機能なども有している。

### その他機能
相手の声を聞き取りやすくするために、人ごみなどの騒音に対応した「スーパーはっきりボイス3」と新幹線乗車中・歩行中・走行中の特定環境に合わせて自動調整する「ぴったりボイス」、マナーモードの設定頻度が高い場所携帯電話自身が学習し、その場所に近づくと設定切り替えを促し、さらに登録しておけば次回から自動でマナーモード設定に切り替える「ロケーションマナーサポート」や電車乗車中などに着信やメール受信があった場合に設定切り替えを促す「乗り物マナーサポート」に対応している。
タイマーメールなどを使わなくとも、送信時刻を指定することにより、希望の時刻にメールを送信する、メール予約送信や、指定したに対してのみ自動返信をする、メール自動返信機能などが備わっている。なおデコメ絵文字は1,372種類がプリインストールされている。
歩数計が内蔵されており、プリインストールされているコンテンツやiアプリと連携を図ることができる。
| 主な対応サービス                   | 主な対応サービス                                                    | 主な対応サービス                       | 主な対応サービス                                 |
| ---------------------------------- | ------------------------------------------------------------------- | -------------------------------------- | ------------------------------------------------ |
| タッチパネル                       | FOMAハイスピード7.2Mbps(受信)                                       | Bluetooth                              | DCMX／おサイフケータイ                           |
| iアプリオンライン／地図アプリ      | 直感ゲーム／メガiアプリ                                             | iウィジェット                          | マチキャラ／iコンシェル                          |
| ホームU／ポケットU                 | GPS／オートGPS／ケータイお探し                                      | デコメール／デコメ絵文字／デコメアニメ | iチャネル                                        |
| 着もじ                             | テレビ電話／キャラ電                                                | ケータイデータお預かりサービス         | フルブラウザ                                     |
| おまかせロック／バイオ認証         | 外部メモリーへiモードコンテンツ移行／ユーザーデータ一括バックアップ | トルカ                                 | iC通信／iCお引越しサービス                       |
| きせかえツール／ダイレクトメニュー | バーコードリーダ／名刺リーダ                                        | 2in1                                   | エリアメール／ソフトウェアーアップデート自動更新 |
| GSM／3Gローミング（WORLD WING）    | 着うたフル／うた・ホーダイ                                          | Music&Videoチャネル／ビデオクリップ    | デジタルオーディオプレーヤー(AAC)(WMA)           |

## プリインストールアプリ
| - ストリートファイターII 体験版 - ロックマン 体験版 - 空気読み。 for F - TETRIS 1to3 for F - ロジックパズルF - ZOOKEEPER DX F - 日英版しゃべって翻訳 for F - 日中版しゃべって翻訳 for F - iCタグリーダー - ぐるなび - Gガイド番組表リモコン - おサイフケータイ Webプラグイン - ＠Fケータイ応援団INFO - Start！ iウィジェット - iWウォッチ - 楽オク☆アプリ - iアプリバンキング - マクドナルド トクするアプリ - いつもNAVI［海外］ | - 今の為替と株価 - iCタグリーダー - お天気アプリ - FOMA通信環境確認アプリ - iアバターメーカー - 電子マネー「nanaco」 - ゴールドポイントカード - ビックポイント機能付きケータイ - モバイルSuica登録用iアプリ - ヘルスチェッカー - DCMXクレジットアプリ - iD 設定アプリ - 地図アプリ - モバイルGoogleマップ - i Bodymo - E★エブリスタ - ドコモWebメール - ドコモ料金案内 - モバイルAMCアプリ |

これらのほかにドコモマーケットから様々なアプリケーションをダウンロードし、インストールすることが可能となっている。

## 歴史
- 2011年3月11日 - TELEC通過
- 2011年4月15日 - FCC通過
- 2011年5月16日 - NTTドコモより発売を発表
- 2011年6月23日 - 予約受付開始
- 2011年6月30日 - 発売開始